# Село Белагаш (Акмолинская область)
Село́ Белага́ш (каз. Белағаш ауылы) — административная единица в составе Жаксынского района Акмолинской области Республики Казахстан. Административный центр и единственный населённый пункт — село Белагаш.
С августа 2021 года акимом села является Жанабаев Шугай Елешович.

## История
По состоянию на 1989 год, существовал Белагашский сельсовет (село Белагаш).

## Население
| Численность населения села | Численность населения села | Численность населения села |
| 1989                       | 1999                       | 2009                       |
| -------------------------- | -------------------------- | -------------------------- |
| 1 269                      | 1 223                      | 1 149                      |